# Erquennes
Erquennes is een dorp in de Belgische provincie Henegouwen, en een deelgemeente van de Waalse gemeente Honnelles.
Erquennes ligt in het oosten van de gemeente, langs de Franse grens. Het dorpscentrum van Athis ligt amper een kilometer ten noordwesten, het dorpscentrum van Fayt-le-Franc een kilometer ten westen. De drie dorpscentra zijn tegenwoordig door lintbebouwing met elkaar verbonden.
Tussen het dorpscentrum en de Franse grens ligt het gehucht Grosse Croix. In het oosten van de deelgemeente liggen de gehuchtjes  Rinchon, Ferlibray, en helemaal in het oosten ligt Ruinsette, tegen de grens met het gehucht Coron in Blaugies.

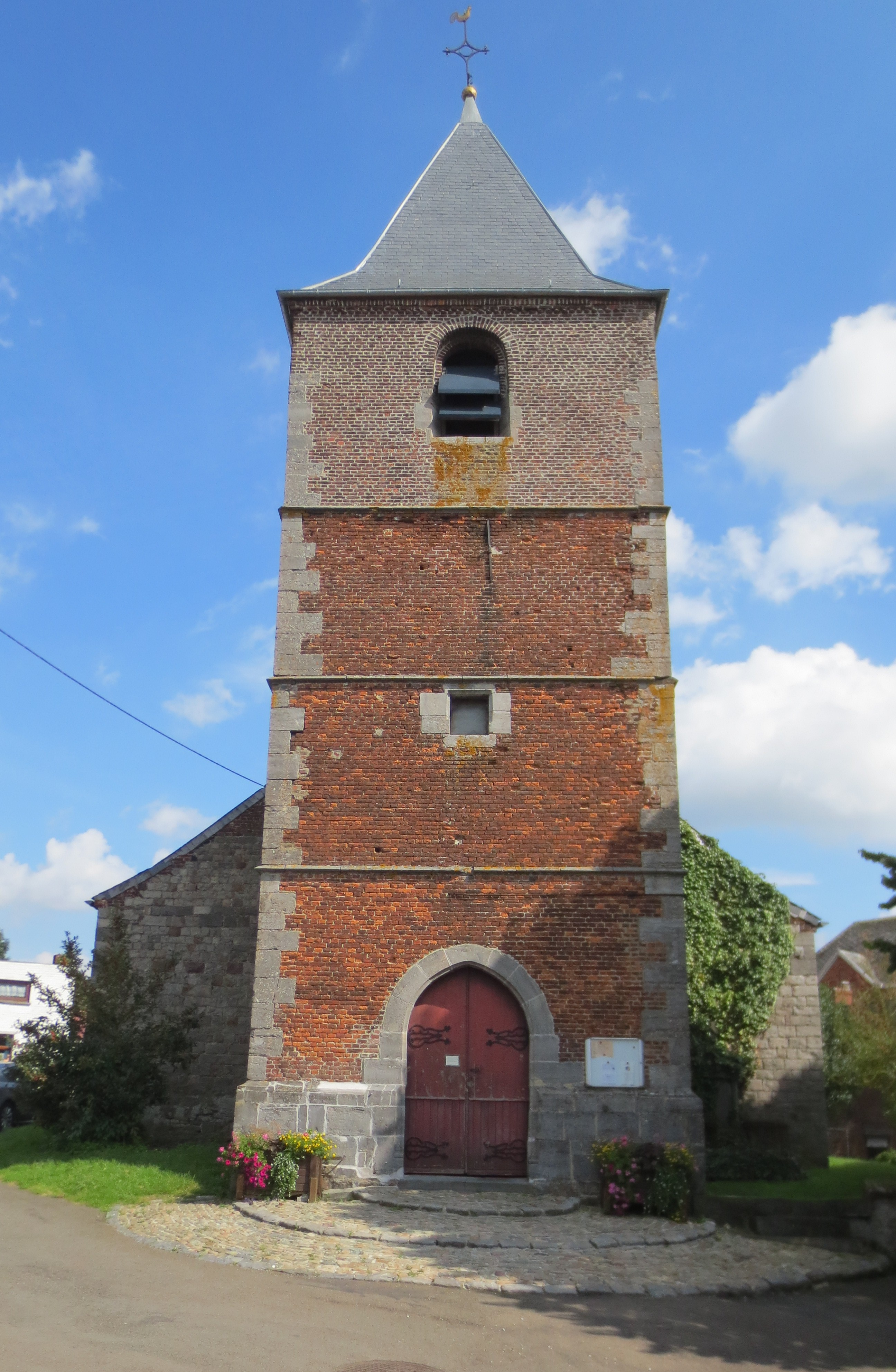
Église Saint-Ghislain

## Geschiedenis
Erquennes was een zelfstandige gemeente tot de gemeentelijke fusies van 1977, toen het met negen andere gemeenten een deelgemeente werd van de nieuwe fusiegemeente Honnelles.

## Bezienswaardigheden
- De Église Saint-Ghislain

## Demografische ontwikkeling
- Bronnen:NIS, Opm:1831 tot en met 1970=volkstellingen, 1976= inwoneraantal op 31 december